# Monoporus clusiifolius
Monoporus clusiifolius là một loài thực vật có hoa trong họ Anh thảo. Loài này được H. Perrier mô tả khoa học đầu tiên năm 1952.